# Unterseeboot 759
L'Unterseeboot 759 ou U-759 est un sous-marin allemand (U-Boot) de type VIIC utilisé par la Kriegsmarine pendant la Seconde Guerre mondiale.
Le sous-marin est commandé le 9 octobre 1939 à Wilhelmshaven (Kriegsmarinewerft), sa quille posée le 15 novembre 1940, il est lancé le 30 mai 1941 et mis en service le 15 août 1942, sous le commandement de l'Oberleutnant zur See Rudolf Friedrich.
Il est coulé par l'USAAF dans la mer des Caraïbes, en juillet 1943.

## Conception
Unterseeboot type VII, l'U-759 avait un déplacement de 769 tonnes en surface et 871 tonnes en plongée. Il avait une longueur totale de 67,10 m, un maître-bau de 6,20 m, une hauteur de 9,60 m et un tirant d'eau de 4,74 m. Le sous-marin était propulsé par deux hélices de 1,23 m, deux moteurs diesel Germaniawerft M6V 40/46 de 6 cylindres en ligne de 1 400 cv à 470 tr/min, produisant un total de 2 060 à 2 350 kW en surface et de deux moteurs électriques Brown, Boveri & Cie GG UB 720/8 de 375 cv à 295 tr/min, produisant un total 550 kW, en plongée. Le sous-marin avait une vitesse en surface de 17,7 nœuds (32,8 km/h) et une vitesse de 7,6 nœuds (14,1 km/h) en plongée. Immergé, il avait un rayon d'action de 80 milles marins (150 km) à 4 nœuds (7,4 km/h; 4,6 milles par heure) et pouvait atteindre une profondeur de 230 m. En surface son rayon d'action était de 8 500 milles nautiques (soit 15 700 km) à 10 nœuds (19 km/h).
 L'U-759 était équipé de cinq tubes lance-torpilles de 53,3 cm (quatre montés à l'avant et un à l'arrière) qui contenait quatorze torpilles. Il était équipé d'un canon de 8,8 cm SK C/35 (220 coups) et d'un canon antiaérien de 20 mm Flak. Il pouvait transporter 26 mines TMA ou 39 mines TMB. Son équipage comprenait 4 officiers et 40 à 56 sous-mariniers.

## Historique
Il reçut sa formation de base au sein de la 5. Unterseebootsflottille jusqu'au 31 janvier 1943, puis il intégra sa formation de combat dans la 9. Unterseebootsflottille.
Il quitte Kiel en Allemagne pour sa première patrouille sous les ordres du Kapitänleutnant Rudolf Friedrich le 2 février 1943.
 L'U-759 patrouille autour de la ligne GIUK entre l'Islande et les îles Féroé puis navigue vers l'ouest jusqu'au large de Terre-Neuve. Après 41 jours en mer, il rejoint son port d'attache de Lorient qu'il atteint le 14 mars 1943.
L'U-759 quitte Lorient le 7 juin 1943 pour la mer des Caraïbes. Le 5 juillet 1943 à 3 h 30, l'U-759 torpille le navire américain Maltran du convoi GTMO-134 dans le Passage du Vent à environ 70 milles à l'ouest de Port Salut, au large d'Haïti. La totalité des 47 membres d'équipage a abandonné le navire dix minutes après l'attaque ; celui-ci sombre par la poupe cinq minutes plus tard. Les hommes sont secourus par l'USS SC-1279 environ deux heures et demie après le naufrage, ils sont déposés à Guantanamo dans la matinée. 
Le 6 juillet à 20 h 5, le submersible envoie par le fond le cargo à vapeur néerlandais Poelau Roebiah du convoi ZG-36, à 21 km à l'est de Morant Point (en) (Jamaïque). Le navire disparaît des flots une heure plus tard, emportant deux des 114 membres d'équipage (le quartier-maître néerlandais Gerardus Antonius Marie Geijsen âgé de 44 ans et le matelot Paulus Johannes van den Oever âgé de 22 ans). Les survivants sont secourus deux heures plus tard par les escortes du convoi. À la suite de cette attaque, l'U-759 est repéré et attaqué par quatre charges de profondeur largués par un avion américain ainsi que par le navire USCGC Bronco. Il s'en échappe.
 Deux jours plus tard, le sous-marin est continuellement attaqué par des navires de surface et par des avions américains à l'ouest du canal de la Tortue, s'échappant de nouveau.
L'U-759 coule le 15 juillet 1943, au sud de Haïti à la position géographique 15° 58′ N, 73° 44′ O, par des charges de profondeur d'un avion bombardier Mariner américain du VP-32 USN/P-10.
Les 47 membres d'équipage meurent dans cette attaque.

## Affectations
- 5. Unterseebootsflottille du 15 août 1942 au 31 janvier 1943 (Période de formation).
- 9. Unterseebootsflottille du 1er février 1943 au 15 juillet 1943 (Unité combattante).

## Commandement
- Kapitänleutnant Rudolf Friedrich du 15 août 1942 au 15 juillet 1943.

## Patrouilles
|       | Commandant              | Départ         | Départ  | Arrivée         | Arrivée | Jours    | Succès   |
| ----- | ----------------------- | -------------- | ------- | --------------- | ------- | -------- | -------- |
| 1     | Kptlt. Rudolf Friedrich | 2 février 1943 | Kiel    | 14 mars 1943    | Lorient | 41 jours |          |
| 2     | Kptlt. Rudolf Friedrich | 7 juin 1943    | Lorient | 15 juillet 1943 | Coulé   | 39 jours | 12 764   |
| Total | Total                   | Total          | Total   | Total           | Total   | 80 jours | 12 764 t |

Note : Kptlt. = Kapitänleutnant

### Opérations Wolfpack
L'U-759 a opéré avec les Wolfpacks (meute de loups) durant sa carrière opérationnelle.
- Neptun (18 février - 3 mars 1943)

## Navires coulés
L'U-759 a coulé 2 navires marchands totalisant 12 764 tonneaux au cours des 2 patrouilles (80 jours en mer) qu'il effectua.
| Date           | Nom            | Nationalité | Tonnage | Convoi   | Fait  | Localisation         |
| -------------- | -------------- | ----------- | ------- | -------- | ----- | -------------------- |
| 5 juillet 1943 | Maltran        | USA         | 3 513   | GTMO-134 | Coulé | 18° 11′ N, 74° 57′ O |
| 6 juillet 1943 | Poelau Roebiah | Pays-Bas    | 9 251   | ZG-36    | Coulé | 17° 56′ N, 75° 57′ O |